# Sanremese Calcio 1986-1987
Questa voce raccoglie le informazioni riguardanti la Sanremese Calcio nelle competizioni ufficiali della stagione 1986-1987.

## Divise e sponsor
| Casa | Trasferta |

## Rosa
| N. |                   | Ruolo | Calciatore            |
| -- | ----------------- | ----- | --------------------- |
|    | Italia (bandiera) | D     | Osvaldo Arecco        |
|    | Italia (bandiera) | C     | Salvadore Bacci       |
|    | Italia (bandiera) | D     | Alberto Baldisserri   |
|    | Italia (bandiera) | A     | Girolamo Bizzarri     |
|    | Italia (bandiera) | P     | Stefano Bobbo         |
|    | Italia (bandiera) | C     | Davide Boni           |
|    | Italia (bandiera) | P     | Ivano Bordon          |
|    | Italia (bandiera) | D     | Gaetano Catalano      |
|    | Italia (bandiera) | D     | Luigi Cichero         |
|    | Italia (bandiera) |       | Maurizio Collevecchio |
|    | Italia (bandiera) | C     | Michele Fadda         |
|    | Italia (bandiera) | A     | Damiano Farina        |
|    | Italia (bandiera) | A     | Davide Farneti        |
|    | Italia (bandiera) | C     | Luciano Foti          |
|    | Italia (bandiera) | C     | Antonio Galasso       |

| N. |                   | Ruolo | Calciatore         |
| -- | ----------------- | ----- | ------------------ |
|    | Italia (bandiera) | C     | Leonardo Giacalone |
|    | Italia (bandiera) | A     | Massimo Gori       |
|    | Italia (bandiera) | D     | Marco Lancetti     |
|    | Italia (bandiera) | A     | Fabio Maiano       |
|    | Italia (bandiera) | C     | Mariano Marchetti  |
|    | Italia (bandiera) | C     | Daniele Marsan     |
|    | Italia (bandiera) |       | Moroni             |
|    | Italia (bandiera) | D     | Roberto Mucci      |
|    | Italia (bandiera) | C     | Luca Oddone        |
|    | Italia (bandiera) | D     | Maurizio Podestà   |
|    | Italia (bandiera) |       | Re                 |
|    | Italia (bandiera) | C     | Roberto Sistici    |
|    | Italia (bandiera) | D     | Francesco Tolasi   |
|    | Italia (bandiera) | D     | Felice Tufano      |
|    | Italia (bandiera) | A     | Salvatore Zappalà  |

## Risultati

### Serie C2

#### Girone di andata
| 21 settembre 1986 1ª giornata | Olbia | 2 – 0 | Sanremese |  |

| 28 settembre 1986 2ª giornata | Sanremese | 0 – 0 | Derthona |  |

| 5 ottobre 1986 3ª giornata | Entella Bacezza | 1 – 0 | Sanremese |  |

| 12 ottobre 1986 4ª giornata | Sanremese | 2 – 2 | Civitavecchia |  |

| 19 ottobre 1986 5ª giornata | Sorso | 4 – 1 | Sanremese |  |

| 26 ottobre 1986 6ª giornata | Montevarchi | 1 – 1 | Sanremese |  |

| 2 novembre 1986 7ª giornata | Sanremese | 0 – 0 | Pontedera |  |

| 9 novembre 1986 8ª giornata | Alessandria | 1 – 1 | Sanremese |  |

| 16 novembre 1986 9ª giornata | Sanremese | 3 – 0 | Asti TSC |  |

| 23 novembre 1986 10ª giornata | Pro Vercelli | 3 – 0 | Sanremese |  |

| 30 novembre 1986 11ª giornata | Sanremese | 2 – 2 | Torres |  |

| 7 dicembre 1986 12ª giornata | Cuoiopelli | 0 – 0 | Sanremese |  |

| 14 dicembre 1986 13ª giornata | Sanremese | 1 – 1 | Casale |  |

| 21 dicembre 1986 14ª giornata | Pistoiese | 1 – 0 | Sanremese |  |

| 4 gennaio 1987 15ª giornata | Sanremese | 1 – 1 | Novara |  |

| 11 gennaio 1986 16ª giornata | Massese | 2 – 1 | Sanremese |  |

| 18 gennaio 1987 17ª giornata | Sanremese | 1 – 1 | Carbonia |  |

#### Girone di ritorno
| 25 gennaio 1987 18ª giornata | Sanremese | 1 – 0 | Olbia |  |

| 1º febbraio 1987 19ª giornata | Derthona | 2 – 1 | Sanremese |  |

| 8 febbraio 1987 20ª giornata | Sanremese | 0 – 0 | Entella Bacezza |  |

| 15 febbraio 1987 21ª giornata | Civitavecchia | 0 – 0 | Sanremese |  |

| 22 febbraio 1987 22ª giornata | Sanremese | 0 – 0 | Sorso |  |

| 1º marzo 1987 23ª giornata | Sanremese | 1 – 2 | Montevarchi |  |

| 8 marzo 1987 24ª giornata | Pontedera | 2 – 2 | Sanremese |  |

| 15 marzo 1987 25ª giornata | Sanremese | 0 – 2 | Alessandria |  |

| 29 marzo 1987 26ª giornata | Asti TSC | 0 – 3 | Sanremese |  |

| 5 aprile 1987 27ª giornata | Sanremese | 1 – 1 | Pro Vercelli |  |

| 18 aprile 1987 28ª giornata | Torres | 2 – 0 | Sanremese |  |

| 26 aprile 1987 29ª giornata | Sanremese | 0 – 1 | Cuoiopelli |  |

| 3 maggio 1987 30ª giornata | Casale | 1 – 1 | Sanremese |  |

| 17 maggio 1987 31ª giornata | Sanremese | 1 – 0 | Pistoiese |  |

| 24 maggio 1987 32ª giornata | Novara | 0 – 0 | Sanremese |  |

| 31 maggio 1987 33ª giornata | Sanremese | 0 – 0 | Massese |  |

| 7 giugno 1987 34ª giornata | Carbonia | 1 – 0 | Sanremese |  |